# Неверово (Некрасовский район)
Неверово — деревня в Некрасовском районе Ярославской области. Входит в состав сельского поселения Красный Профинтерн.

## География
Находится в восточной части Ярославской области на расстоянии приблизительно 13 км на запад-юго-запад по прямой от административного центра района поселка Некрасовское в левобережной части района.

## История
В 1859 году здесь (деревня Ярославского уезда Ярославской губернии) было учтено 18 дворов, в 1898 — 24.

## Население
Численность населения: 89 человек (1859 год), 0 как в 2002 году, так и в 2010.